# Release to manufacturing

Release to manufacturing (RTM) est une expression qualifiant un produit fini dont la phase de conception est terminée. Ce dernier est donc prêt à être envoyé à l'usine pour sa reproduction en série en vue de sa commercialisation.
En informatique, cela correspond à la version finale d'un logiciel, prête à être distribuée. Si la distribution s'effectue sur support physique (CD), on parle aussi de passage en version gold, en référence à la fine pellicule d'or qui recouvrait au départ ces supports.
Les versions qui précèdent la RTM sont appelées les release candidates (RC) ou pre-releases.